# Alen Dizdarević
Alen Dizdarević (Zagreb, 22 januari 2004) is een Kroatisch voetballer die doorgaans als middenvelder speelt. Hij verruilde in 2024 NK Maribor voor Helmond Sport.

## Carrière
Dizdarević begon met voetballen bij HAŠK, waarna hij in 2012 werd opgenomen in de jeugdopleiding van GNK Dinamo Zagreb. Hij schopte het nooit tot het eerste team, maar speelde wel twee wedstrijden voor he tweede elftal, dat uitkwam op het tweede niveau. 

### Maribor
In 2022 verkaste hij naar het Sloveense NK Maribor. Voor hij daar zijn debuut maakte, werd hij voor de eerste seizoenshelft van 2023/24 uitgeleend aan NK Dekani, dat uitkwam op het tweede niveau van Slovenië. Hij speelde 17 wedstrijden voor de club, waarin hij één keer scoorde. Op 9 maart 2024 maakte hij zijn debuut voor Maribor, tegen NK Celje (1-1). In totaal speelde hij slechts drie keer voor de club.

### Helmond Sport
Medio 2024 maakte Dizdarević de overstap naar Helmond Sport. Hij tekende een contract voor drie seizoenen, tot de zomer van 2027. Op 23 augusts 2024 debuteerde hij in het shirt van Helmond, tegen FC Emmen (0-0). 

## Statistieken
| Seizoen | Club             | Competitie     | Competitie | Competitie | Beker | Beker | Overig | Overig | Totaal | Totaal |
| Seizoen | Club             | Competitie     | Wed.       | Dlp.       | Wed.  | Dlp.  | Dlp.   | Dlp.   | Wed.   | Dlp.   |
| ------- | ---------------- | -------------- | ---------- | ---------- | ----- | ----- | ------ | ------ | ------ | ------ |
| 2021/22 | Dinamo Zagreb II | 1. HNL         | 2          | 0          | 0     | 0     | 0      | 0      | 2      | 0      |
| 2022/23 | NK Maribor       | Prva liga      | 0          | 0          | 0     | 0     | 0      | 0      | 0      | 0      |
| 2023/24 | NK Maribor       | Prva liga      | 3          | 0          | 0     | 0     | 0      | 0      | 3      | 0      |
| 2023/24 | → NK Dekani      | Druga liga     | 17         | 1          | 0     | 0     | 0      | 0      | 17     | 1      |
| 2024/25 | Helmond Sport    | Eerste divisie | 27         | 0          | 1     | 0     | 0      | 0      | 28     | 0      |
| Totaal  | Totaal           | Totaal         | 49         | 1          | 1     | 0     | 0      | 0      | 50     | 1      |

Bijgewerkt op 16 april 2025.